# Possession (Band)
Possession ist eine belgische Black- und Death-Metal-Band, die 2012 gegründet wurde.

## Geschichte
Die Band wurde Ende 2012 gegründet. Die ersten Proben fanden im Keller des damaligen Sängers Mestema auf dem Land abseits von Brüssel wöchentlich samstags statt. Da die Nachbarn sich jedoch über die Lautstärke beschwerten, wechselte die Band schon bald in einen anderen Proberaum. Dies passierte der Band jedoch noch sieben bis acht Mal, bis sie einen passenden Raum im Zentrum Brüssels fand. In der Zwischenzeit wurde ein erstes Demo namens His Best Deceit (2013) sowie die EPs Anneliese (2013) und 1585-1646 (2015) geschrieben. In dem finalen Proberaum schrieb die Band ihr Debütalbum Exorkizein, das 2017 veröffentlicht wurde.

## Stil
In ihrer Rezension zu 1585-1646 schrieb Mandy Malon vom Rock Hard, dass die EP von einer Hexe handelt, die von 1585 bis 1646 in Frankreich gelebt haben solle. Die Band spiele hierauf wilden, brutalen und bösen Black- und Death-Metal, dem „eine unbändige, unfassbar bedrohliche Atmosphäre“ innewohne. Zwei Jahre später rezensierte Malon Exorkizein und stellte fest, dass man sich hierauf erneut, nachdem man sich bereits auf der 2014er EP mit dem Fall der Anneliese Michel befasst habe, mit dem Thema Exorzismus auseinandersetzt. Musikalisch handele es sich um unoriginelles „Black/Death-Getrümmer mit Teufelsaustreibungstheatralik“, wobei es jedoch an Bösartigkeit, Energie und Atmosphäre fehle. Zwei Ausgaben später äußerte sich Malon erneut zu Exorkizein und verriet, dass es sich um ein Konzeptalbum handelt, das Gabriele Amorth thematisiert. Im Interview mit ihr gab die Band an, dass es ihr Ziel ist, Geschichten zu erzählen, die verdeutlichen sollen, dass das Böse nicht besiegt werden könne. Außerdem gebe die Band zu verstehen, vom Satanismus und Exorzismus fasziniert zu sein. Björn Backes von Powermetal.de besprach das Album ebenfalls und ordnete es auch dem Black- und Death-Metal zu, stellte jedoch auch Einflüsse aus dem Thrash Metal fest. Insgesamt bestehe das Album aus „dreckigen Grooves und bösartiger Raserei“. In den Songs seien Gemeinsamkeiten zu Carpathian Forest und Darkthrone zu vernehmen.

## Diskografie
- 2013: His Best Deceit (Demo, Eigenveröffentlichung)
- 2014: Anneliese (EP, Iron Bonehead Productions)
- 2014: Evil Spells, Volume I (Split mit Swamp, Occult Burial, Beastiality, Spite und Throaat, Electric Assault Records)
- 2015: Possession (Kompilation, Iron Bonehead Productions)
- 2015: 1585-1646 (EP, Iron Bonehead Productions)
- 2017: Exorkizein (Album, Invictus Productions)
- 2018: Death Before Rebirth (Kassette, Kompilation, New Era Productions)